# Liste des maires de Cambrai
Cet article présente la liste des maires de Cambrai depuis 1790.

## Période révolutionnaire
- 1er mars 1790 - 30 novembre 1790 : Pierre François Félix Watier d'Aubencheul
- 30 novembre 1790 - 20 mai 1791 : Frédéric Joseph de Francqueville
- 21 mai 1791 - 27 novembre 1792 : Alphonse Codron devenu ensuite membre du conseil d'arrondissement de Cambrai[1]
- 28 novembre 1792 - 8 juin 1793 : Alexandre Douay, fils, jurisconsulte[2]
- 9 juin 1793 - 28 juin 1793 : Vincent Lemoine
- 29 juin 1793 - 22 décembre 1793 : Nicolas Guénin
- 22 décembre 1793 - 23 décembre 1793 : Désiré Joseph Panisset  (destitué par le représentant Delamarre)
- 24 décembre 1793 - 14 janvier 1794 : Louis Joseph Mabire
- 15 janvier 1794 - 21 mai 1795 : Désiré Joseph Panisset
- 22 mai 1795  - 9 janvier 1797 : Nicolas Guénin
- 10 janvier 1797 - 23 mars 1797 : Augustin François Honoré Béthune dit Béthune-Houriez
- 24 mars 1797 - 27 septembre 1800 : Nicolas Guénin
- 28 septembre 1800 - 9 octobre 1801 : Louis François Lefebvre  (ancien échevin)

## Premier Empire
- 10 octobre 1801 - 29 mai 1808 : Pierre Joseph Douay
- 30 mai 1808 - 30 novembre 1810 : André Joseph Richard dit Richard-Démaret (décret impérial du 18 mars 1808)
- 1er décembre 1810 - 28 octobre 1815 : Alexandre Désiré Joseph Frémicourt dit Frémicourt-Lely

## Restauration
- 29 octobre 1815 - 14 septembre 1817 : Pierre Joseph Douay
- 15 septembre 1817 - 22 septembre 1830 : Béthune-Houriez (ordonnance royale du 30 juillet; il démissionne)

## Monarchie de Juillet
- 23 septembre 1830 - 17 octobre 1830 : Pierre François Xavier Defrémery
- 12 novembre 1830 - 3 mars 1832 : Nicolas Alexandre Xavier Taffin dit Taffin-Sauvage (considéré comme démissionnaire)
- 23 avril 1832 - 24 juin 1835 : Amédée Lallier dit Lallier-Frémicourt (mort accidentellement)
- 26 juillet 1835 - 11 janvier 1839 : François Deloffre (ordonnance royale du 18 juillet); à la suite d'élections, renommé maire par ordonnance royale du 26 décembre 1837; démissionne pour raisons de santé le 11 janvier 1839
- 8 décembre 1840 - 14 août 1843 : Marc Clément Déjardin, ordonnance royale; installation le 8 décembre (après intérim du 11 janvier 1839 au 7 décembre 1840) au 14 août 1843 (démission).
- 15 août 1843 - 24 août 1848 : Juvénal Joseph Lenglet du 15 août 1843 (décret de Louis-Philippe ler) au 24 août 1848 (démission).

## Deuxième République et Second Empire
- 23 septembre 1848 - 27 octobre 1865 : Jean François Hermann Tronchain Petit dit Petit-Courtin, par décret du Président de la République du 23 septembre 1848 (premier Conseil Municipal issu du suffrage universel)
- 26 août 1865 - 4 septembre 1870 : Jules Eugène Amédée François Brabant dit Brabant-Lecreps, nommé par décret impérial du 26 août 1865, installé le 28 octobre. Réélu en 1870, révoqué par Léon Gambetta le 4 septembre 1870.

## Troisième République (1870-1914)
- 5 septembre 1870 - 30 avril 1871 : Pierre Joseph Bertrand dit Bertrand-Milcent (Président de la Commission provisoire)
- 1er mai 1871 - 31 juillet 1871 : Paul Alphonse Lallier, maire intérimaire
- 31 août 1871 - 4 septembre 1874 : Édouard Parsy (nommé par décret du 31 juillet 1871)
- 14 septembre 1874 - décembre 1874 : Paul Alphonse Lallier
- décembre 1874 - 30 avril 1875 : Delphin Dutemple: maire intérimaire
- 7 mai 1875 - 21 janvier 1878 : Henri Joseph Wiart dit Wiart-Pinquet
- 22 janvier 1878 - 18 mars 1878 : Antoine Bautista, maire intérimaire
- 19 mars 1878 - 6 novembre 1883 : Louis Guillaume Henri Renard
- 18 mai 1884 - 7 octobre 1888 : Alexandre Galland dit Galland-Ruskone (maire par intérim du 9 novembre 1883 au 17 mai 1884)
- 25 novembre 1888 - 27 mai 1897 : Alfred Brunel dit Brunel-Pamart (intérimaire du 16 octobre 1888 au 24 novembre 1888)
- 28 mai 1897 - 19 mai 1912 : Paul Bersez
- 19 mai 1912 - 26 août 1914 : Nestor Copin

## Première Guerre mondiale
- 26 août 1914 - 28 mars 1917 : Victor Ramette (maire faisant fonction, déporté par les Allemands en Belgique)
- 28 mars 1917 - 13 octobre 1918 : Jonathan Manassé Demolon (maire faisant fonction)
- octobre 1918 - 11 novembre 1919 : Édouard Thilier (curé de saint-Druon, maire par intérim)

## Troisième République (1919-1940)
- 10 décembre 1919 - 16 mai 1925 : Edmond Garin
- 17 mai 1925 - 28 novembre 1932 : Georges Desjardins, décédé en cours de mandat
- 30 décembre 1932 - 12 janvier 1933 : Eugène Carpentier, démissionnaire
- 20 janvier 1933 - mai 1940 : Gustave Deltour

## Seconde Guerre mondiale
- mai 1940 - avril 1941 : Edmond Caille (faisant fonction)
- 30 avril 1941 - 9 octobre 1944 : Henri Mallez (désigné par l'autorité préfectorale)

## Depuis la Libération
| Période         | Période               | Identité                | Étiquette              | Qualité                                    |
| --------------- | --------------------- | ----------------------- | ---------------------- | ------------------------------------------ |
| 9 octobre 1944  | 20 mai 1945           | Gustave Deltour         |                        | Maire faisant fonction                     |
| 20 mai 1945     | 20 mars 1977          | Raymond Gernez          | SFIO puis PS           | Député du Nord                             |
| 20 mars 1977    | octobre 1992          | Jacques Legendre        | RPR                    | Député du Nord, Ministre, Sénateur         |
| 18 octobre 1992 | 27 avril 2025 (décès) | François-Xavier Villain | apparenté RPR puis UDI | Député du Nord, Président de la CAC        |
| 12 mai 2025     | En cours              | Marie-Anne Delevallée   |                        | Première adjointe au maire (jusqu’en 2025) |